# Jacques Momha
Jacques Momha (n. Edéa, Camerún, 7 de agosto de 1982) y es un futbolista camerunés. Juega de defensa y actualmente milita en el Strasbourg de la CFA de Francia.

## Clubes
| Club                 | País     | Año           |
| -------------------- | -------- | ------------- |
| Kadji Sports Academy | Camerún  | 1997 - 1999   |
| Strasbourg           | Francia  | 1999 - 2005   |
| Laval                | Francia  | 2005 - 2006   |
| Vitória Guimarães    | Portugal | 2006 - 2009   |
| Gençlerbirliği       | Turquía  | 2009          |
| Manisaspor           | Turquía  | 2010-2011     |
| Strasbourg           | Francia  | 2012-presente |